# جيمس جي. ستيفنز
جيمس جي. ستيفنز هو قاضي وسياسي كندي، ولد في 25 فبراير 1822، وتوفي في 16 أكتوبر 1906.